# Liste des planètes mineures (759001-760000)
Voici la liste des planètes mineures numérotées de 759001 à 760000. Les planètes mineures sont numérotées lorsque leur orbite est confirmée, ce qui peut parfois se produire longtemps après leur découverte. Elles sont classées ici par leur numéro.

## Planètes mineures 759001 à 760000
- (759001) 2007 RU127
- (759002) 2007 RQ131
- (759003) 2007 RG132
- (759004) 2007 RR158
- (759005) 2007 RB159
- (759006) 2007 RY166
- (759007) 2007 RH167
- (759008) 2007 RK167
- (759009) 2007 RJ170
- (759010) 2007 RY175
- (759011) 2007 RT183
- (759012) 2007 RQ197
- (759013) 2007 RT197
- (759014) 2007 RF201
- (759015) 2007 RK202
- (759016) 2007 RY202
- (759017) 2007 RR203
- (759018) 2007 RZ207
- (759019) 2007 RE212
- (759020) 2007 RM218
- (759021) 2007 RR220
- (759022) 2007 RO225
- (759023) 2007 RR225
- (759024) 2007 RH227
- (759025) 2007 RT230
- (759026) 2007 RH244
- (759027) 2007 RU247
- (759028) 2007 RP248
- (759029) 2007 RY249
- (759030) 2007 RP250
- (759031) 2007 RW251
- (759032) 2007 RR252
- (759033) 2007 RB255
- (759034) 2007 RB261
- (759035) 2007 RQ261
- (759036) 2007 RT264
- (759037) 2007 RT268
- (759038) 2007 RS269
- (759039) 2007 RN276
- (759040) 2007 RV287
- (759041) 2007 RJ288
- (759042) 2007 RM293
- (759043) 2007 RJ298
- (759044) 2007 RB300
- (759045) 2007 RG302
- (759046) 2007 RL306
- (759047) 2007 RV317
- (759048) 2007 RR320
- (759049) 2007 RV321
- (759050) 2007 RR324
- (759051) 2007 RV325
- (759052) 2007 RL328
- (759053) 2007 RD330
- (759054) 2007 RK330
- (759055) 2007 RO331
- (759056) 2007 RV331
- (759057) 2007 RJ332
- (759058) 2007 RK332
- (759059) 2007 RP334
- (759060) 2007 RV334
- (759061) 2007 RX334
- (759062) 2007 RK335
- (759063) 2007 RC340
- (759064) 2007 RV341
- (759065) 2007 RF342
- (759066) 2007 RH343
- (759067) 2007 RP343
- (759068) 2007 RQ343
- (759069) 2007 RR343
- (759070) 2007 RY343
- (759071) 2007 RX344
- (759072) 2007 RB345
- (759073) 2007 RE345
- (759074) 2007 RJ345
- (759075) 2007 RM345
- (759076) 2007 RL346
- (759077) 2007 RZ347
- (759078) 2007 RK348
- (759079) 2007 RO348
- (759080) 2007 RR348
- (759081) 2007 RS349
- (759082) 2007 RD351
- (759083) 2007 RF351
- (759084) 2007 RN351
- (759085) 2007 RS351
- (759086) 2007 RN352
- (759087) 2007 RP352
- (759088) 2007 RS353
- (759089) 2007 RY353
- (759090) 2007 RJ354
- (759091) 2007 RS354
- (759092) 2007 RT354
- (759093) 2007 RF355
- (759094) 2007 RN355
- (759095) 2007 RQ355
- (759096) 2007 RT355
- (759097) 2007 RO356
- (759098) 2007 RR356
- (759099) 2007 RB359
- (759100) 2007 RD359
- (759101) 2007 RM359
- (759102) 2007 RQ363
- (759103) 2007 RR364
- (759104) 2007 RE365
- (759105) 2007 RW365
- (759106) 2007 RJ367
- (759107) 2007 RO367
- (759108) 2007 RP367
- (759109) 2007 RA368
- (759110) 2007 RG368
- (759111) 2007 RP368
- (759112) 2007 RM369
- (759113) 2007 RX370
- (759114) 2007 RJ373
- (759115) 2007 RW374
- (759116) 2007 RM376
- (759117) 2007 RZ378
- (759118) 2007 RH379
- (759119) 2007 RW380
- (759120) 2007 RB381
- (759121) 2007 RK381
- (759122) 2007 RV383
- (759123) 2007 RO384
- (759124) 2007 RH385
- (759125) 2007 SG10
- (759126) 2007 SP10
- (759127) 2007 SZ18
- (759128) 2007 SU24
- (759129) 2007 SN26
- (759130) 2007 SZ26
- (759131) 2007 SL27
- (759132) 2007 SS27
- (759133) 2007 SX27
- (759134) 2007 SH28
- (759135) 2007 SL28
- (759136) 2007 SX28
- (759137) 2007 TH5
- (759138) 2007 TF19
- (759139) 2007 TY22
- (759140) 2007 TJ27
- (759141) 2007 TH37
- (759142) 2007 TT47
- (759143) 2007 TL53
- (759144) 2007 TM54
- (759145) 2007 TV56
- (759146) 2007 TQ59
- (759147) 2007 TZ59
- (759148) 2007 TS62
- (759149) 2007 TU63
- (759150) 2007 TN69
- (759151) 2007 TK75
- (759152) 2007 TK81
- (759153) 2007 TJ82
- (759154) 2007 TA85
- (759155) 2007 TZ89
- (759156) 2007 TJ92
- (759157) 2007 TQ96
- (759158) 2007 TX96
- (759159) 2007 TP103
- (759160) 2007 TW118
- (759161) 2007 TC138
- (759162) 2007 TF140
- (759163) 2007 TD141
- (759164) 2007 TS141
- (759165) 2007 TX168
- (759166) 2007 TK169
- (759167) 2007 TA179
- (759168) 2007 TC180
- (759169) 2007 TQ184
- (759170) 2007 TG192
- (759171) 2007 TG199
- (759172) 2007 TL201
- (759173) 2007 TO202
- (759174) 2007 TU203
- (759175) 2007 TV203
- (759176) 2007 TA208
- (759177) 2007 TE211
- (759178) 2007 TB220
- (759179) 2007 TL223
- (759180) 2007 TJ231
- (759181) 2007 TY233
- (759182) 2007 TR235
- (759183) 2007 TK236
- (759184) 2007 TE239
- (759185) 2007 TF249
- (759186) 2007 TS274
- (759187) 2007 TV283
- (759188) 2007 TZ284
- (759189) 2007 TC292
- (759190) 2007 TJ293
- (759191) 2007 TP296
- (759192) 2007 TJ302
- (759193) 2007 TN304
- (759194) 2007 TW308
- (759195) 2007 TB309
- (759196) 2007 TE309
- (759197) 2007 TO310
- (759198) 2007 TJ314
- (759199) 2007 TC315
- (759200) 2007 TP319
- (759201) 2007 TQ326
- (759202) 2007 TB329
- (759203) 2007 TG332
- (759204) 2007 TZ338
- (759205) 2007 TG340
- (759206) 2007 TH341
- (759207) 2007 TW342
- (759208) 2007 TW344
- (759209) 2007 TM346
- (759210) 2007 TC358
- (759211) 2007 TO360
- (759212) 2007 TJ365
- (759213) 2007 TU365
- (759214) 2007 TJ372
- (759215) 2007 TV375
- (759216) 2007 TO376
- (759217) 2007 TT381
- (759218) 2007 TP387
- (759219) 2007 TL389
- (759220) 2007 TL391
- (759221) 2007 TE395
- (759222) 2007 TR396
- (759223) 2007 TL403
- (759224) 2007 TO408
- (759225) 2007 TR412
- (759226) 2007 TF420
- (759227) 2007 TP423
- (759228) 2007 TU423
- (759229) 2007 TF431
- (759230) 2007 TF432
- (759231) 2007 TJ434
- (759232) 2007 TM445
- (759233) 2007 TU449
- (759234) 2007 TL451
- (759235) 2007 TF455
- (759236) 2007 TF456
- (759237) 2007 TS456
- (759238) 2007 TO457
- (759239) 2007 TB458
- (759240) 2007 TM460
- (759241) 2007 TD462
- (759242) 2007 TJ463
- (759243) 2007 TE465
- (759244) 2007 TF467
- (759245) 2007 TN467
- (759246) 2007 TC469
- (759247) 2007 TM469
- (759248) 2007 TU469
- (759249) 2007 TY469
- (759250) 2007 TZ469
- (759251) 2007 TF470
- (759252) 2007 TH471
- (759253) 2007 TU471
- (759254) 2007 TW471
- (759255) 2007 TK472
- (759256) 2007 TN472
- (759257) 2007 TW472
- (759258) 2007 TJ473
- (759259) 2007 TO473
- (759260) 2007 TB474
- (759261) 2007 TG474
- (759262) 2007 TN474
- (759263) 2007 TV474
- (759264) 2007 TW474
- (759265) 2007 TV475
- (759266) 2007 TG477
- (759267) 2007 TV477
- (759268) 2007 TA478
- (759269) 2007 TJ478
- (759270) 2007 TU478
- (759271) 2007 TY478
- (759272) 2007 TA479
- (759273) 2007 TX479
- (759274) 2007 TE481
- (759275) 2007 TY481
- (759276) 2007 TG482
- (759277) 2007 TO482
- (759278) 2007 TP482
- (759279) 2007 TT482
- (759280) 2007 TY482
- (759281) 2007 TD484
- (759282) 2007 TX484
- (759283) 2007 TK485
- (759284) 2007 TL485
- (759285) 2007 TN485
- (759286) 2007 TF486
- (759287) 2007 TH486
- (759288) 2007 TN486
- (759289) 2007 TB488
- (759290) 2007 TX489
- (759291) 2007 TO492
- (759292) 2007 TJ493
- (759293) 2007 TR493
- (759294) 2007 TO494
- (759295) 2007 TV494
- (759296) 2007 TA495
- (759297) 2007 TC495
- (759298) 2007 TL495
- (759299) 2007 TM495
- (759300) 2007 TR495
- (759301) 2007 TS495
- (759302) 2007 TW495
- (759303) 2007 TG497
- (759304) 2007 TN497
- (759305) 2007 TC500
- (759306) 2007 TM502
- (759307) 2007 TA504
- (759308) 2007 TE505
- (759309) 2007 TF505
- (759310) 2007 TG505
- (759311) 2007 TC506
- (759312) 2007 TD506
- (759313) 2007 TG507
- (759314) 2007 TM507
- (759315) 2007 TB508
- (759316) 2007 TU512
- (759317) 2007 UE5
- (759318) 2007 UM20
- (759319) 2007 UT22
- (759320) 2007 UV22
- (759321) 2007 UL23
- (759322) 2007 UH29
- (759323) 2007 UX36
- (759324) 2007 UD39
- (759325) 2007 UH45
- (759326) 2007 UD54
- (759327) 2007 UK55
- (759328) 2007 UA60
- (759329) 2007 UN62
- (759330) 2007 UA65
- (759331) 2007 UG67
- (759332) 2007 UV67
- (759333) 2007 UE76
- (759334) 2007 UC89
- (759335) 2007 UH89
- (759336) 2007 UU92
- (759337) 2007 UR99
- (759338) 2007 UB102
- (759339) 2007 UF108
- (759340) 2007 UM110
- (759341) 2007 UB112
- (759342) 2007 UL113
- (759343) 2007 UF118
- (759344) 2007 UH118
- (759345) 2007 UU119
- (759346) 2007 UJ120
- (759347) 2007 UW120
- (759348) 2007 UH128
- (759349) 2007 UZ131
- (759350) 2007 UD133
- (759351) 2007 UP135
- (759352) 2007 UU140
- (759353) 2007 UB141
- (759354) 2007 UJ145
- (759355) 2007 UM146
- (759356) 2007 UY146
- (759357) 2007 UB150
- (759358) 2007 UN150
- (759359) 2007 UT150
- (759360) 2007 UV150
- (759361) 2007 UH151
- (759362) 2007 UM151
- (759363) 2007 UH152
- (759364) 2007 UX152
- (759365) 2007 UD154
- (759366) 2007 UT154
- (759367) 2007 UA155
- (759368) 2007 UR155
- (759369) 2007 UZ155
- (759370) 2007 UB156
- (759371) 2007 UC156
- (759372) 2007 UH156
- (759373) 2007 UE157
- (759374) 2007 UH157
- (759375) 2007 UW157
- (759376) 2007 UJ160
- (759377) 2007 UN160
- (759378) 2007 UO160
- (759379) 2007 UV160
- (759380) 2007 UX160
- (759381) 2007 UD161
- (759382) 2007 UR163
- (759383) 2007 VP5
- (759384) 2007 VU14
- (759385) 2007 VR17
- (759386) 2007 VP18
- (759387) 2007 VQ20
- (759388) 2007 VV21
- (759389) 2007 VA22
- (759390) 2007 VM22
- (759391) 2007 VO23
- (759392) 2007 VY23
- (759393) 2007 VZ23
- (759394) 2007 VJ24
- (759395) 2007 VN26
- (759396) 2007 VW26
- (759397) 2007 VS27
- (759398) 2007 VV31
- (759399) 2007 VL38
- (759400) 2007 VW39
- (759401) 2007 VY41
- (759402) 2007 VJ55
- (759403) 2007 VE57
- (759404) 2007 VY65
- (759405) 2007 VK70
- (759406) 2007 VT73
- (759407) 2007 VQ76
- (759408) 2007 VG79
- (759409) 2007 VB81
- (759410) 2007 VM89
- (759411) 2007 VQ96
- (759412) 2007 VJ97
- (759413) 2007 VK97
- (759414) 2007 VZ97
- (759415) 2007 VX98
- (759416) 2007 VD101
- (759417) 2007 VV104
- (759418) 2007 VM108
- (759419) 2007 VX109
- (759420) 2007 VW121
- (759421) 2007 VC122
- (759422) 2007 VO122
- (759423) 2007 VO129
- (759424) 2007 VA131
- (759425) 2007 VY131
- (759426) 2007 VA132
- (759427) 2007 VJ140
- (759428) 2007 VY140
- (759429) 2007 VX141
- (759430) 2007 VA142
- (759431) 2007 VL144
- (759432) 2007 VV144
- (759433) 2007 VY145
- (759434) 2007 VQ150
- (759435) 2007 VN155
- (759436) 2007 VY155
- (759437) 2007 VJ157
- (759438) 2007 VQ161
- (759439) 2007 VY161
- (759440) 2007 VL163
- (759441) 2007 VM170
- (759442) 2007 VQ171
- (759443) 2007 VV182
- (759444) 2007 VC183
- (759445) 2007 VN186
- (759446) 2007 VX195
- (759447) 2007 VY198
- (759448) 2007 VQ200
- (759449) 2007 VP201
- (759450) 2007 VW208
- (759451) 2007 VB209
- (759452) 2007 VM214
- (759453) 2007 VR219
- (759454) 2007 VB221
- (759455) 2007 VQ225
- (759456) 2007 VV227
- (759457) 2007 VA231
- (759458) 2007 VQ233
- (759459) 2007 VU233
- (759460) 2007 VY233
- (759461) 2007 VF235
- (759462) 2007 VF247
- (759463) 2007 VL248
- (759464) 2007 VH257
- (759465) 2007 VB258
- (759466) 2007 VP258
- (759467) 2007 VR264
- (759468) 2007 VG267
- (759469) 2007 VA268
- (759470) 2007 VK268
- (759471) 2007 VG274
- (759472) 2007 VL276
- (759473) 2007 VT276
- (759474) 2007 VO277
- (759475) 2007 VD280
- (759476) 2007 VO282
- (759477) 2007 VZ282
- (759478) 2007 VA284
- (759479) 2007 VO289
- (759480) 2007 VZ302
- (759481) 2007 VY318
- (759482) 2007 VC319
- (759483) 2007 VS320
- (759484) 2007 VB326
- (759485) 2007 VW327
- (759486) 2007 VW337
- (759487) 2007 VJ340
- (759488) 2007 VF341
- (759489) 2007 VO341
- (759490) 2007 VJ344
- (759491) 2007 VR344
- (759492) 2007 VX344
- (759493) 2007 VB345
- (759494) 2007 VE345
- (759495) 2007 VP345
- (759496) 2007 VW345
- (759497) 2007 VY345
- (759498) 2007 VA346
- (759499) 2007 VA347
- (759500) 2007 VZ348
- (759501) 2007 VP349
- (759502) 2007 VD350
- (759503) 2007 VG350
- (759504) 2007 VC351
- (759505) 2007 VB352
- (759506) 2007 VC352
- (759507) 2007 VY352
- (759508) 2007 VZ352
- (759509) 2007 VA353
- (759510) 2007 VH353
- (759511) 2007 VL353
- (759512) 2007 VM353
- (759513) 2007 VD354
- (759514) 2007 VV354
- (759515) 2007 VS355
- (759516) 2007 VB356
- (759517) 2007 VQ356
- (759518) 2007 VU356
- (759519) 2007 VZ356
- (759520) 2007 VK357
- (759521) 2007 VL357
- (759522) 2007 VY357
- (759523) 2007 VX359
- (759524) 2007 VH360
- (759525) 2007 VZ360
- (759526) 2007 VU361
- (759527) 2007 VK362
- (759528) 2007 VC363
- (759529) 2007 VP363
- (759530) 2007 VP364
- (759531) 2007 VV364
- (759532) 2007 VL365
- (759533) 2007 VO365
- (759534) 2007 VH366
- (759535) 2007 VO366
- (759536) 2007 VH367
- (759537) 2007 VM367
- (759538) 2007 VO367
- (759539) 2007 VZ367
- (759540) 2007 VE368
- (759541) 2007 VS368
- (759542) 2007 VC370
- (759543) 2007 VQ372
- (759544) 2007 VZ372
- (759545) 2007 VP373
- (759546) 2007 VW373
- (759547) 2007 VH374
- (759548) 2007 VS375
- (759549) 2007 VQ376
- (759550) 2007 VA377
- (759551) 2007 VX378
- (759552) 2007 VZ378
- (759553) 2007 VQ380
- (759554) 2007 VP381
- (759555) 2007 VE382
- (759556) 2007 VH382
- (759557) 2007 VM382
- (759558) 2007 VH383
- (759559) 2007 VA384
- (759560) 2007 VJ384
- (759561) 2007 VN385
- (759562) 2007 WL1
- (759563) 2007 WE10
- (759564) 2007 WC15
- (759565) 2007 WG17
- (759566) 2007 WL17
- (759567) 2007 WU22
- (759568) 2007 WA28
- (759569) 2007 WP32
- (759570) 2007 WQ32
- (759571) 2007 WZ32
- (759572) 2007 WH33
- (759573) 2007 WK35
- (759574) 2007 WN40
- (759575) 2007 WJ42
- (759576) 2007 WW42
- (759577) 2007 WC47
- (759578) 2007 WK51
- (759579) 2007 WP52
- (759580) 2007 WN53
- (759581) 2007 WV53
- (759582) 2007 WP64
- (759583) 2007 WC67
- (759584) 2007 WT67
- (759585) 2007 WX68
- (759586) 2007 WF69
- (759587) 2007 WG69
- (759588) 2007 WX69
- (759589) 2007 WE70
- (759590) 2007 WP70
- (759591) 2007 WR70
- (759592) 2007 WD71
- (759593) 2007 WP71
- (759594) 2007 WS72
- (759595) 2007 WG73
- (759596) 2007 WC74
- (759597) 2007 WW74
- (759598) 2007 WP75
- (759599) 2007 XC8
- (759600) 2007 XA14
- (759601) 2007 XR19
- (759602) 2007 XY40
- (759603) 2007 XP62
- (759604) 2007 XE63
- (759605) 2007 XS63
- (759606) 2007 XK64
- (759607) 2007 XP65
- (759608) 2007 XV65
- (759609) 2007 XX65
- (759610) 2007 XZ65
- (759611) 2007 XE66
- (759612) 2007 XL66
- (759613) 2007 XP66
- (759614) 2007 XU66
- (759615) 2007 XX66
- (759616) 2007 XL67
- (759617) 2007 XO67
- (759618) 2007 XR67
- (759619) 2007 XU67
- (759620) 2007 XL68
- (759621) 2007 XV68
- (759622) 2007 XX68
- (759623) 2007 XB69
- (759624) 2007 XO69
- (759625) 2007 XV70
- (759626) 2007 XX70
- (759627) 2007 XN72
- (759628) 2007 YJ4
- (759629) 2007 YA14
- (759630) 2007 YN16
- (759631) 2007 YC20
- (759632) 2007 YV21
- (759633) 2007 YF22
- (759634) 2007 YQ26
- (759635) 2007 YV27
- (759636) 2007 YQ33
- (759637) 2007 YY33
- (759638) 2007 YQ35
- (759639) 2007 YH38
- (759640) 2007 YO40
- (759641) 2007 YR45
- (759642) 2007 YB54
- (759643) 2007 YX57
- (759644) 2007 YF62
- (759645) 2007 YZ64
- (759646) 2007 YR66
- (759647) 2007 YC70
- (759648) 2007 YA76
- (759649) 2007 YQ76
- (759650) 2007 YJ77
- (759651) 2007 YL77
- (759652) 2007 YT77
- (759653) 2007 YU78
- (759654) 2007 YJ79
- (759655) 2007 YC80
- (759656) 2007 YE80
- (759657) 2007 YQ80
- (759658) 2007 YR81
- (759659) 2007 YD82
- (759660) 2007 YR82
- (759661) 2007 YV83
- (759662) 2007 YD84
- (759663) 2007 YM84
- (759664) 2007 YQ84
- (759665) 2007 YA86
- (759666) 2007 YB86
- (759667) 2007 YM86
- (759668) 2007 YK87
- (759669) 2007 YU87
- (759670) 2007 YZ87
- (759671) 2007 YB88
- (759672) 2007 YC88
- (759673) 2007 YF88
- (759674) 2007 YK88
- (759675) 2007 YR88
- (759676) 2007 YS88
- (759677) 2007 YY88
- (759678) 2007 YZ88
- (759679) 2007 YL89
- (759680) 2007 YO91
- (759681) 2007 YP91
- (759682) 2007 YZ91
- (759683) 2007 YL92
- (759684) 2007 YP92
- (759685) 2007 YW92
- (759686) 2007 YX92
- (759687) 2007 YD93
- (759688) 2007 YT93
- (759689) 2007 YH94
- (759690) 2007 YD95
- (759691) 2007 YV95
- (759692) 2007 YA96
- (759693) 2007 YS96
- (759694) 2007 YH97
- (759695) 2007 YX97
- (759696) 2008 AE6
- (759697) 2008 AH6
- (759698) 2008 AW8
- (759699) 2008 AE10
- (759700) 2008 AH12
- (759701) 2008 AO18
- (759702) 2008 AH24
- (759703) 2008 AD25
- (759704) 2008 AT37
- (759705) 2008 AA43
- (759706) 2008 AJ43
- (759707) 2008 AB46
- (759708) 2008 AW46
- (759709) 2008 AR47
- (759710) 2008 AW49
- (759711) 2008 AC51
- (759712) 2008 AC52
- (759713) 2008 AH52
- (759714) 2008 AY52
- (759715) 2008 AD54
- (759716) 2008 AM56
- (759717) 2008 AN59
- (759718) 2008 AV63
- (759719) 2008 AT64
- (759720) 2008 AQ65
- (759721) 2008 AR67
- (759722) 2008 AY67
- (759723) 2008 AV75
- (759724) 2008 AF84
- (759725) 2008 AS85
- (759726) 2008 AR87
- (759727) 2008 AT88
- (759728) 2008 AH90
- (759729) 2008 AX95
- (759730) 2008 AB99
- (759731) 2008 AH99
- (759732) 2008 AL99
- (759733) 2008 AR106
- (759734) 2008 AF109
- (759735) 2008 AC125
- (759736) 2008 AO128
- (759737) 2008 AV128
- (759738) 2008 AR130
- (759739) 2008 AM132
- (759740) 2008 AQ132
- (759741) 2008 AY134
- (759742) 2008 AP141
- (759743) 2008 AX141
- (759744) 2008 AC142
- (759745) 2008 AP142
- (759746) 2008 AG143
- (759747) 2008 AM143
- (759748) 2008 AQ143
- (759749) 2008 AV143
- (759750) 2008 AZ144
- (759751) 2008 AT145
- (759752) 2008 AU145
- (759753) 2008 AA146
- (759754) 2008 AG147
- (759755) 2008 AM147
- (759756) 2008 AP147
- (759757) 2008 AA148
- (759758) 2008 AC148
- (759759) 2008 AD148
- (759760) 2008 AQ148
- (759761) 2008 AE149
- (759762) 2008 AC150
- (759763) 2008 AP150
- (759764) 2008 AS150
- (759765) 2008 AT150
- (759766) 2008 AL151
- (759767) 2008 AC152
- (759768) 2008 AF153
- (759769) 2008 AM156
- (759770) 2008 AC158
- (759771) 2008 AL158
- (759772) 2008 BH11
- (759773) 2008 BV16
- (759774) 2008 BY17
- (759775) 2008 BJ18
- (759776) 2008 BB26
- (759777) 2008 BR26
- (759778) 2008 BJ29
- (759779) 2008 BD55
- (759780) 2008 BF55
- (759781) 2008 BJ56
- (759782) 2008 BB58
- (759783) 2008 BC58
- (759784) 2008 BX58
- (759785) 2008 BM59
- (759786) 2008 BO59
- (759787) 2008 BD60
- (759788) 2008 BZ60
- (759789) 2008 BN62
- (759790) 2008 BX62
- (759791) 2008 BD63
- (759792) 2008 CX3
- (759793) 2008 CS9
- (759794) 2008 CZ13
- (759795) 2008 CK40
- (759796) 2008 CY51
- (759797) 2008 CG53
- (759798) 2008 CO60
- (759799) 2008 CD65
- (759800) 2008 CG65
- (759801) 2008 CU67
- (759802) 2008 CJ85
- (759803) 2008 CT87
- (759804) 2008 CA92
- (759805) 2008 CS93
- (759806) 2008 CD96
- (759807) 2008 CE97
- (759808) 2008 CY101
- (759809) 2008 CA105
- (759810) 2008 CB106
- (759811) 2008 CD106
- (759812) 2008 CD107
- (759813) 2008 CJ123
- (759814) 2008 CV123
- (759815) 2008 CZ124
- (759816) 2008 CF126
- (759817) 2008 CD128
- (759818) 2008 CR130
- (759819) 2008 CU150
- (759820) 2008 CA155
- (759821) 2008 CG155
- (759822) 2008 CP160
- (759823) 2008 CF164
- (759824) 2008 CP165
- (759825) 2008 CP166
- (759826) 2008 CO167
- (759827) 2008 CE169
- (759828) 2008 CX169
- (759829) 2008 CS172
- (759830) 2008 CV173
- (759831) 2008 CM174
- (759832) 2008 CJ197
- (759833) 2008 CQ197
- (759834) 2008 CJ198
- (759835) 2008 CA201
- (759836) 2008 CM218
- (759837) 2008 CP218
- (759838) 2008 CB222
- (759839) 2008 CX222
- (759840) 2008 CN223
- (759841) 2008 CB224
- (759842) 2008 CG225
- (759843) 2008 CD226
- (759844) 2008 CL226
- (759845) 2008 CP226
- (759846) 2008 CF227
- (759847) 2008 CH227
- (759848) 2008 CJ227
- (759849) 2008 CS227
- (759850) 2008 CR229
- (759851) 2008 CZ229
- (759852) 2008 CF230
- (759853) 2008 CH231
- (759854) 2008 CA232
- (759855) 2008 CW233
- (759856) 2008 CN234
- (759857) 2008 CV235
- (759858) 2008 CG236
- (759859) 2008 CK236
- (759860) 2008 CX236
- (759861) 2008 CZ236
- (759862) 2008 CA237
- (759863) 2008 CM237
- (759864) 2008 CJ238
- (759865) 2008 CH239
- (759866) 2008 CK239
- (759867) 2008 CO239
- (759868) 2008 CW240
- (759869) 2008 CE241
- (759870) 2008 CG241
- (759871) 2008 CB245
- (759872) 2008 CE245
- (759873) 2008 CG245
- (759874) 2008 CM245
- (759875) 2008 CM248
- (759876) 2008 CD249
- (759877) 2008 CF249
- (759878) 2008 DW10
- (759879) 2008 DC22
- (759880) 2008 DJ31
- (759881) 2008 DG51
- (759882) 2008 DP56
- (759883) 2008 DE60
- (759884) 2008 DE75
- (759885) 2008 DD80
- (759886) 2008 DJ89
- (759887) 2008 DP90
- (759888) 2008 DF91
- (759889) 2008 DJ91
- (759890) 2008 DA92
- (759891) 2008 DB92
- (759892) 2008 DF92
- (759893) 2008 DM92
- (759894) 2008 DH93
- (759895) 2008 DP93
- (759896) 2008 DV93
- (759897) 2008 DD94
- (759898) 2008 DW94
- (759899) 2008 DK95
- (759900) 2008 DC97
- (759901) 2008 EQ2
- (759902) 2008 EO3
- (759903) 2008 EP19
- (759904) 2008 EP24
- (759905) 2008 EQ24
- (759906) 2008 EW33
- (759907) 2008 EM38
- (759908) 2008 EU39
- (759909) 2008 EP50
- (759910) 2008 EG59
- (759911) 2008 EC66
- (759912) 2008 EZ66
- (759913) 2008 EP95
- (759914) 2008 EZ95
- (759915) 2008 EM102
- (759916) 2008 EF113
- (759917) 2008 EO113
- (759918) 2008 EG119
- (759919) 2008 EA124
- (759920) 2008 EJ136
- (759921) 2008 EY136
- (759922) 2008 EX137
- (759923) 2008 ER139
- (759924) 2008 ER140
- (759925) 2008 EO156
- (759926) 2008 ET158
- (759927) 2008 EX161
- (759928) 2008 EM164
- (759929) 2008 EE171
- (759930) 2008 EW171
- (759931) 2008 EO173
- (759932) 2008 EN175
- (759933) 2008 EB176
- (759934) 2008 EX176
- (759935) 2008 ED177
- (759936) 2008 EE177
- (759937) 2008 EZ177
- (759938) 2008 EB179
- (759939) 2008 EM179
- (759940) 2008 EB180
- (759941) 2008 EG180
- (759942) 2008 EO180
- (759943) 2008 EP180
- (759944) 2008 EZ180
- (759945) 2008 ED182
- (759946) 2008 EJ182
- (759947) 2008 EQ182
- (759948) 2008 EE183
- (759949) 2008 EH184
- (759950) 2008 EQ186
- (759951) 2008 EB187
- (759952) 2008 ED187
- (759953) 2008 EJ187
- (759954) 2008 EK188
- (759955) 2008 EP188
- (759956) 2008 EA189
- (759957) 2008 EP189
- (759958) 2008 EZ189
- (759959) 2008 EH190
- (759960) 2008 EN190
- (759961) 2008 EU190
- (759962) 2008 EH191
- (759963) 2008 EO192
- (759964) 2008 ER192
- (759965) 2008 EJ195
- (759966) 2008 EO195
- (759967) 2008 EV197
- (759968) 2008 EB199
- (759969) 2008 FC1
- (759970) 2008 FT1
- (759971) 2008 FM4
- (759972) 2008 FT11
- (759973) 2008 FW20
- (759974) 2008 FT30
- (759975) 2008 FO36
- (759976) 2008 FA48
- (759977) 2008 FU80
- (759978) 2008 FR86
- (759979) 2008 FP88
- (759980) 2008 FH93
- (759981) 2008 FE94
- (759982) 2008 FK95
- (759983) 2008 FW121
- (759984) 2008 FV122
- (759985) 2008 FF132
- (759986) 2008 FM136
- (759987) 2008 FH139
- (759988) 2008 FU140
- (759989) 2008 FB142
- (759990) 2008 FK142
- (759991) 2008 FW144
- (759992) 2008 FY144
- (759993) 2008 FZ144
- (759994) 2008 FD145
- (759995) 2008 FH147
- (759996) 2008 GB7
- (759997) 2008 GS12
- (759998) 2008 GM13
- (759999) 2008 GU13
- (760000) 2008 GD22